# Lutherische Kirche (Czernowitz)

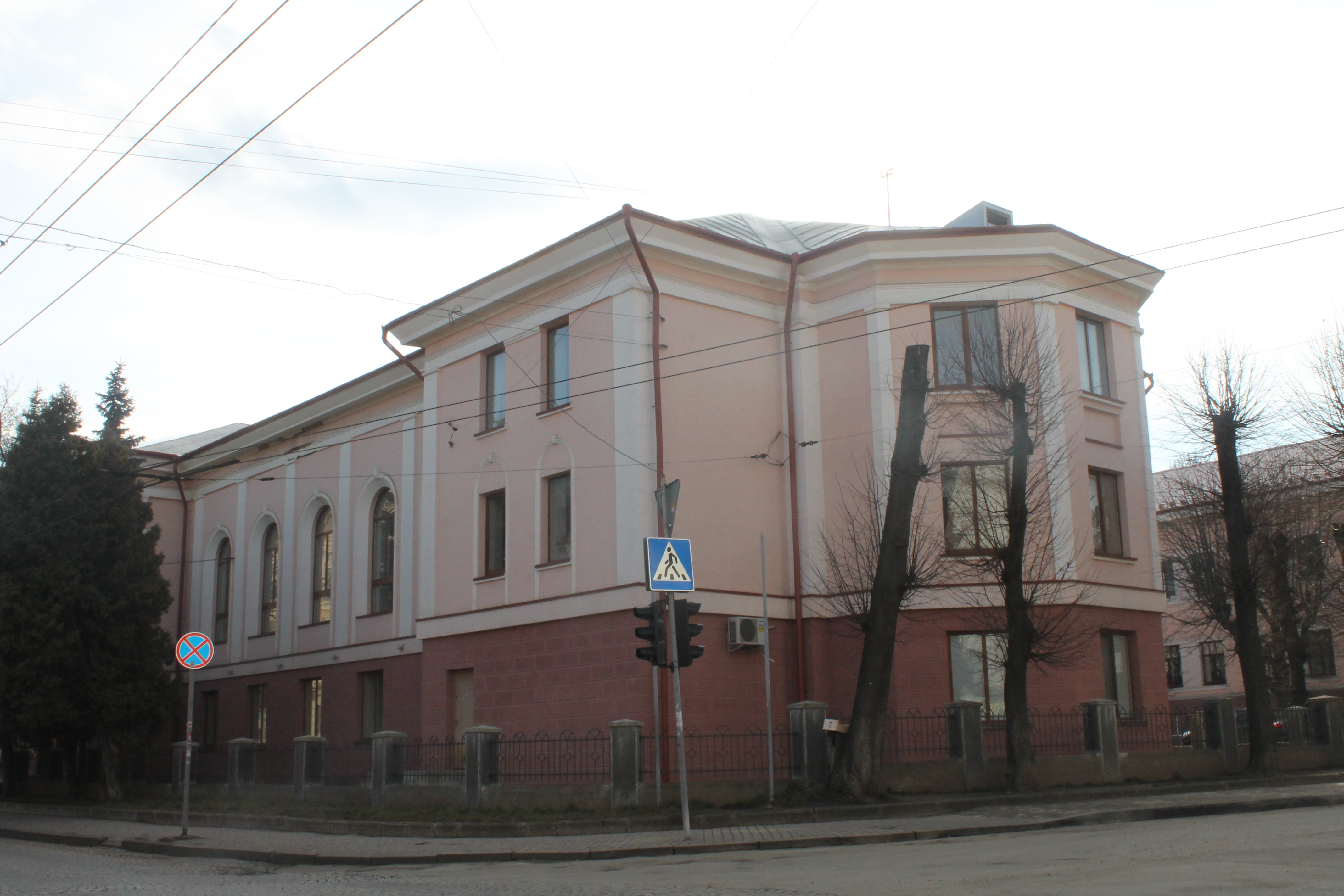
Ehem. Lutherische Kirche Czernowitz

Lutherische Kirche Czernowitz (um 1900)

Die Lutherische Kirche (ukrainisch: Лютеранська кірха) ist ein profaniertes Kirchengebäude in  Czernowitz, der Hauptstadt der Oblast Tscherniwzi in der Westukraine.

## Geschichte
Nach der Übernahme Galiziens durch die Habsburgermonarchie ermöglichte das 1781 von Kaiser Joseph II. erlassene Toleranzpatent die Ansiedlung von Evangelischen in Galizien, so dass sich 1782 mehrere südwestdeutsche Siedlergruppen nach Czernowitz kamen. 1795 wurde in Czernowitz die größte evangelische Pfarrei der Bukowina mit etwa 400 Protestanten gegründet, die zunächst der Superintendentur von Mähren, Schlesien und Galizien unter Johann Traugott Bartelmus, seit 1804 der neugegründeten Evangelischen Superintendentur A. B. Galizien unterstellt wurde. Als Kirche wurde ihnen die provisorische Holzkirche überlassen, die 1778 zunächst für die katholische Gemeinde errichtet und inzwischen mit dem Bau der Kreuzerhöhungsbasilika freigeworden war. Erst 1849 entstand nach Plänen des Architekten I. Engels ein repräsentativer Kirchenbau, der 1868 zum Sitz eines eigenständigen evangelischen Seniorats wurde. Nach dem Zweiten Weltkrieg wurde die Kirche unter Beseitigung ihres Turms zu einem staatlichen Archiv umgebaut.

## Architektur
Der in den charakteristischen Formen des Rundbogenstils des mittleren 19. Jahrhunderts errichtete Kirchenbau wurde als Saalkirche mit polygonaler Apsis konzipiert. Die Eingangsseite ist durch einen übergiebelten Risalit artikuliert, dem ein Turmaufsatz mit Pyramidenhelm aufgesetzt war. Seitlich des Altarhauses waren dreigeschossige Anbauten angeordnet. Die heute verputzten Außenfassaden trugen ursprünglich eine Quaderverkleidung aus pseudoisodomem Mauerwerk, die Gliederung erfolgte durch einfache Pilaster.